# رووتسا
رووتسا (به آلمانی: Groß-Rauschenbach) یک شهرک در اسلواکی با جمعیت ۱۳٬۰۹۸ نفر است که در Revúca District واقع شده‌است.